# Grand Theft Auto: Vice City Stories soundtrack
Toto je soundtrack videohry Grand Theft Auto: Vice City Stories. Ve hře jsou fiktivní stanice, které mají vykreslovat atmosféru osmdesátých let ve Vice City. Mezi fiktivní rozhlasové stanice patří Emotion 98.3 (pop rock), Espenatoso (Latin jazz, Salsa), Flash FM (Pop, Rock, New Wave), Fresh 105 FM (Old School hip hop, Electro), Paradise FM (post-disco, R&B), VCFL (Funk, R&B, Soul), V-Rock (glam rock/heavy metal), Wave 103 (New Wave, Synthpop). ve

## Radiostanice
| DJs: Teri and Toni Žánr: Pop, Rock, New Wave Tracklist: - Laura Branigan – „Gloria“ - Rick Springfield – „Human Touch“ - INXS – „The One Thing“ - Philip Bailey & Phil Collins – „Easy Lover“ - Scandal – „The Warrior“ - Alison Moyet – „Love Resurrection“ - The Alan Parsons Project – „Games People Play“ - Hall & Oates – „Family Man“ - Pat Benatar – „Love Is a Battlefield“ - Nik Kershaw – „Wouldn't It Be Good“ - Phil Oakey and Giorgio Moroder – „Together In Electric Dreams“ - Talk Talk – „It's My Life“ - Missing Persons – „Destination Unknown“ - Wang Chung – „Don't Let Go“ - Gino Vannelli – „Appaloosa“ - Genesis – „Turn It on Again“ - Blancmange – „Living On The Ceiling“ - Paul Young – „Come Back and Stay“ |  | DJ: Luke Žánr: Old School hip hop, Electro Tracklist: - Afrika Bambaataa & the Soulsonic Force – „Renegades of Funk“ - Jonzun Crew – „Pack Jam (Look Out for the OVC)“ - Run-D.M.C. – „It's Like That“ - Planet Patrol – „Play at Your Own Risk“ - Egyptian Lover – „Egypt, Egypt“ - Art of Noise – „Beat Box“ - Man Parrish – „Boogie Down Bronx“ - Rock Master Scott & the Dynamic Three – „Request Line“ - Midnight Star – „Freak-a-Zoid“ - Whodini – „Freaks Come Out at Night“ |

| Imaging Voice: Leslie „Big Lez“ Segar Žánr: Post-disco Tracklist: - Unlimited Touch – „I Hear Music in the Streets“ - Plunky & the Oneness of Juju – „Everyway But Loose (Larry Levan Remix)“ - Geraldine Hunt – „Can't Fake the Feeling“ - Raw Silk – „Do It to the Music“ - Jimmy Bo Horne – „Is It In“ - Exodus – „Together Forever“ - Jackie Moore – „This Time Baby“ - Class Action – „Weekend (Tonight Is Party Time)“ - Gwen Guthrie – „It Should Have Been You“ - Thelma Houston – „You Used To Hold Me So Tight“ - Sister Sledge – „Lost In Music“ - Donald Byrd – „Love Has Come Around“ - Change – „The Glow of Love“ |  | DJ: Tina Jane Žánr: Funk, R&B, Soul Tracklist: - Marvin Gaye – „Sexual Healing“ - Earth, Wind & Fire – „Fantasy“ - Hot Chocolate – „It Started With A Kiss“ - Rick James – „Mary Jane“ - The Commodores – „Nightshift“ - Wally Badarou – „Mambo“ - Barry White – „It's Ecstasy When You Lay Down Next To Me“ - Sylvia Striplin – „You Can't Turn Me Away“ - Roy Ayers – „Everybody Loves The Sunshine“ - Keni Burke – „Risin' To the Top“ - Teddy Pendergrass – „Love T.K.O.“ |